# Football en Andorre

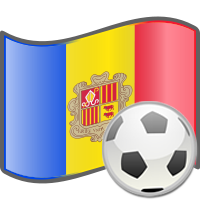
La Fédération d'Andorre de football est l'une des plus jeunes en Europe, fondée en 1994.

Le football en Andorre est géré par la Fédération d'Andorre de football. La fédération administre l'équipe nationale d'Andorre, mais aussi la Primera Divisió, la première division. L'équipe nationale existe depuis 1996. Depuis cette date, elle a réussi à gagner quatre matchs, contre la Biélorussie, l'Albanie, la Macédoine, à domicile, et Saint-Marin à Serravalle. Ce dernier match fut gagné après 13 ans, après avoir essuyé 80 défaites et 6 matchs nuls. C'est l'une des équipes la plus pénalisée en Europe : elle a récolté le plus de cartons jaunes et rouges lors des qualifications pour la Coupe du monde 2006. Le joueur andorran le plus connu est surement Albert Celades, qui a joué pour le FC Barcelone et le Real Madrid. Il a aussi évolué avec l'équipe nationale d'Espagne.

## Fédération
La Fédération d'Andorre de football (Federació andorrana de fútbol (ca) FAF) est une des plus jeunes en Europe, elle est fondée en 1994. Elle est affiliée à la FIFA depuis 1996. Elle est membre de l'UEFA depuis la même date.

## Championnats
Depuis la saison 1995-1996 la Primera Divisió est gérée par la fédération. Auparavant les clubs évoluaient en Espagne. Le FC Santa Coloma avec ses 12 titres de champion d'Andorre détient le record de titres.
Le championnat se dispute avec 10 équipes.
| Niveau | Championnat                                  |
| ------ | -------------------------------------------- |
| 1      | Primera Divisió 10 clubs                     |
|        | ↓↑ 1 ou 2 clubs                              |
| 2      | Segona Divisió 8 clubs et 7 équipes réserves |

## Coupe nationale
La Copa Constitució existe depuis 1990, le FC Santa Coloma avec ses 10 victoires détient le record de titres.

## Super coupe
La Supercoupe d'Andorre de football (en catalan : Supercopa Andorrana), a été créée en 2003. Elle oppose le champion d'Andorre et le vainqueur de la coupe d'Andorre au début de la nouvelle saison.

## Stades
Le pays possède quatre stades, l'Estadi Comunal à Andorre-la-Vieille et l'Estadi Comunal à Aixovall où se disputent tous les matchs de championnats et de coupe. L'Estadi Nacional ouvert en 2014 est le stade national de la principauté d'Andorre situé à Andorre-la-Vieille. En 2025, est inauguré l'Estadi de la FAF où se joueront dès à présent les matchs des sélections.

### Sujets liés
- Football en Espagne
- Futbol Club Andorra